# Stadsdraaiorgel de Pronkjewail
Stadsdraaiorgel "De Pronkjewail" is het draaiorgel van de gemeente Groningen. Het orgel speelt muziek van orgelboeken middels een klavier van 56 toetsen op het bekende limonairegamma. Het orgel werd omstreeks 1970 gebouwd door Jan van Eyk uit Terwolde, die het samenstelde uit onderdelen van diverse fabricaten, en droeg eerder de naam "De Dromedaris". Ook het front werd vervaardigd door Jan van Eyk. In 2008 vond een uitvoerige revisie plaats, uitgevoerd door Martin Conrads in Zaltbommel.

## Naam
De naam van het orgel, Gronings voor sieraad (lett. pronk-juweel), is een verwijzing naar het Grönnens Laid, het volkslied van Groningen. Het stadsdraaiorgel "De Pronkjewail" is het tweede draaiorgel dat deze naam draagt. Omstreeks 1978 speelde al een ander draaiorgel in Groningen met dezelfde naam (zie beeldbank Groningen). De eerste "Pronkjewail" was van andere makelij (59-toets A. Pluer / E. van Polen) en werd naar Engeland verkocht (Eddy Nickson).